# Grizou
Grizou

Spotify Bild Grizou

Grizou ist ein deutscher Rapper . Er ist 13 Jahre alt (stand August 2025) und wächst in Köln auf .    Im Alter von 13 Jahren lud er seinen ersten Song hoch .  
Sein erster Song war locked In       ( deutsch  „eingesperrt“ ),mit wheezy  , der Song hatte nach  einem Monat schon mehr als 5.000 streams verzeichnete. 
Zukunft:                                             Im Jahre 2025 soll noch ein Album , mit wheezy , welches den Namen locked In hat angekündigt sein . 
| Jahr | Song           | Veröffentlichung | Mit           |
| ---- | -------------- | ---------------- | ------------- |
| 2025 | Locked In      | 09.07.2025       | Wheezy        |
| 2025 | G63            | 11.08.2025       | Wheezy        |
| 2025 | R@P            | Nicht bekannt    | Wheezy        |
| 2025 | Sommervibes 25 | Nicht bekannt    | Wheezy        |
| 2025 | BPP            | Nicht bekannt    | Wheezy        |
| u.b. | Paranoid       | Nicht bekannt    | Nicht bekannt |
| u.b. | Algarve        | Nicht bekannt    | Nicht bekannt |

| Jahr | Album     | Veröffentlichung | Anzahl der Songs |
| ---- | --------- | ---------------- | ---------------- |
| 2025 | Locked in | Nicht bekannt    | u.b.             |

https://open.spotify.com/artist/6FurlQpnwZK4YAu5Pxa6dj?si=LSHU6IVBRwiBUCRiCmBRdA
https://whatsapp.com/channel/0029VbBe9RP8qIzuY7chttps://open.spotify.com/artist/6FurlQpnwZK4YAu5Pxa6dj?si=WFnKxMnNTO-0AdvIsk5njw
Grizou Tourdaten https://www.bandsintown.com/a/15603387?came_from=206
interview Grizou
[]
| Personendaten    | Personendaten    |
| ---------------- | ---------------- |
| NAME             | Grizou           |
| KURZBESCHREIBUNG | deutscher Rapper |

1. ↑  Grizou: Grizou. Abgerufen am 15. August 2025 (englisch).
2. ↑  Grizou: Grizou & Wheezy | WhatsApp-Kanal. 15. August 2025, abgerufen am 15. August 2025.